# Nicolás Xiviller
Nicolás Xiviller nació el 11 de noviembre de 1998, en  Montevideo, Uruguay es un tenista profesional.

## Carrera
Su ranking más alto a nivel individual, fue el puesto N.º 1023, alcanzado el 14 de mayo de 2018. A nivel de dobles alcanzó el puesto N.º 991 el 07 de agosto de 2017.

### Copa Davis
Desde el año 2015 es participante del Equipo de Copa Davis de Uruguay. Tiene en esta competición un récord total de partidos ganados/perdidos de 3/0 (1/0 en individuales y 2/0 en dobles).

## Títulos; 0 (0 + 0)
| Leyenda                     | Individuales | Dobles |
| --------------------------- | ------------ | ------ |
| Grand Slam                  | 0            | 0      |
| ATP World Tour Finals       | 0            | 0      |
| ATP World Tour Masters 1000 | 0            | 0      |
| ATP World Tour 500 Series   | 0            | 0      |
| ATP World Tour 250 Series   | 0            | 0      |
| ATP Challenger Series       | 0            | 0      |
| Futures                     | 0            | 0      |